# Hadden Clark
Pour les articles homonymes, voir Clark.
Hadden Irving Clark (né le 31 juillet 1952 à Troy) est un imposteur, meurtrier et cannibale américain.

## Jeunesse
La famille de Clark était riche mais déstructurée, ses parents étaient tous les deux alcooliques et ont physiquement et moralement abusé leurs quatre enfants. Une fois adulte, les deux frères de Clark furent respectivement arrêtés pour meurtre et violence conjugale.
La mère d’Hadden l’aurait habillé en fille lorsqu’elle était ivre, cela a eu pour conséquence qu’il grandit en s’identifiant comme étant une femme et se serait souvent travesti. 
Il montrait des tendances sadiques dès le plus jeune âge, adorant torturer des animaux et brutaliser d’autres enfants.
Une fois adulte, il se forma afin devenir chef cuisinier au ‘’’Culinary Institute of America’’’ et travailla pour des hôtels de luxe, des restaurants et même des compagnies de voyages.
Cependant, ses troubles mentaux ont souvent été la cause de licenciements. Il revenait alors pour menacer et saboter. Il obtient alors des emplois subalternes et travaille à la marine américaine, d’où il fut renvoyé après avoir été diagnostiqué schizophrène.
Il s’installa dans le Maryland où il était sans domicile.

## Meurtres
Bien que Clark déclarera plus tard qu’il a commencé à tuer dès l’adolescence, la première victime documentée est une voisine de 6 ans, Michelle Dorr, qu’il tua en mai 1986 et sur laquelle il se livra à des actes de cannibalisme. Clark ne fut pas suspecté à l’époque, la police suspectant à l’époque le père de la jeune fille. 

En 1992, il tua Laura Houghteling, une jeune femme de 23 ans diplômée de Harvard. La mère de celle-ci lui avait offert un emploi de gardien à temps partiel. La police locale commence alors à le suspecter, enquêta puis l’appréhenda en quelques jours.

## Procès et emprisonnement
Il plaide coupable pour homicide sans préméditation l’année suivante et est condamné à 30 ans de prison. En 1999, il fut condamné pour le meurtre de Michelle Dorr, à la suite des témoignages de prisonniers auprès desquels il s’était vanté. Trente années de prison furent ajoutées à sa peine ainsi que dix autres années pour un ancien cambriolage.
Cela signifie que Clark est condamné à la prison à vie.